# Raleigh Challenger 1978
Il Raleigh Challenger 1978 è stato un torneo di tennis facente parte della categoria ATP Challenger Series nell'ambito dell'ATP Challenger Series 1978. Il torneo si è giocato a Raleigh (Carolina del Nord) negli Stati Uniti dal 9 al 15 luglio 1978 su campi in terra verde.

## Vincitori

### Singolare
Mike Cahill ha battuto in finale  Willem Prinsloo con il punteggio di 6–3, 3–6, 7–6

### Doppio
Francisco González /  Christopher Sylvan hanno battuto in finale  John Sadri /  Tom Csipkay con il punteggio di 6–2, 3–6, 6–3